# Boureima Kimba
Boureima Kimba (* 1968; † 21. April 2013 in Niamey) war ein nigrischer Sprinter.

## Karriere
Boureima Kimba erreichte seine persönlichen Bestzeiten im Jahr 1989, mit 10,87 Sekunden im 100-Meter-Lauf und 21,67 Sekunden im 200-Meter-Lauf. Er war nigrischer Champion in beiden Disziplinen.
Kimba nahm zweimal an Olympischen Spielen teil. Bei den Olympischen Sommerspielen 1992 in Barcelona trat er im 200-Meter-Lauf der Männer an und schied mit einer Zeit von 22,49 Sekunden in den Vorläufen aus. Bei den Olympischen Sommerspielen 1996 in Atlanta beteiligte er sich am 100-Meter-Lauf der Männer. Auch hier schied er in den Vorläufen aus, seine Zeit betrug 11,24 Sekunden.
Er wurde später Trainer und war als nigrischer Nationaltrainer tätig. Wegen seiner Arbeit mit jungen Leichtathleten bekam er den Spitznamen „Teacher“. Kimba war zudem stellvertretender Generalsekretär der Association des Anciens Athlètes du Niger, der Vereinigung ehemaliger Athleten Nigers.
Er starb bei einem Unfall.